# Nguyễn Minh Thuấn
Nguyễn Minh Thuấn sinh ngày 08 tháng 8 năm 1959, tại xã Vĩnh Thạnh, huyện Lấp Vò, tỉnh Sa Đéc (nay là tỉnh Đồng Tháp). Ông được biết đến với vai trò là Thiếu tướng, Ủy viên Ban Thường vụ Tỉnh ủy, Bí thư Đảng ủy, Ủy viên Ủy ban nhân dân tỉnh, đồng thời là Giám đốc công an tỉnh Đồng Tháp. Dân tộc Kinh, Trình độ học vấn thạc sĩ với chuyên môn như thạc sĩ luật, cử nhân chính trị.

## Sự nghiệp
- Giai đoạn từ tháng 10 năm 1977 đến tháng 7 năm 1982, học viên trường đại học An ninh nhân dân Hà Nội, cấp bậc Thiếu úy.
- Giai đoạn từ tháng 7 năm 1982 đến tháng 6 năm 1984, đội trưởng tổng hợp phòng an ninh điều tra xét hỏi công an tỉnh Đồng Tháp, cấp bậc Thiếu úy, Trung úy.
- Giai đoạn từ tháng 6 năm 1984 đến tháng 1 năm 2001, phó văn phòng nghiên cứu tổng hợp, chánh văn phòng đảng ủy, chánh văn phòng công an tỉnh Đồng Tháp, cấp bậc Trung úy, Thượng úy, Đại úy, Thiếu tá, Trung tá.
- Giai đoạn từ tháng 1 năm 2001 đến tháng 11 năm 2007, ủy viên ban thường vụ đảng ủy, phó giám đốc công an tỉnh Đồng Tháp, thủ trưởng cơ quan an ninh điều tra, cấp bậc Thượng tá, Đại tá.
- Giai đoạn từ tháng 11 năm 2007 đến tháng 7 năm 2008 tỉnh ủy viên, phó bí thư đảng ủy, phó giám đốc công an tỉnh Đồng Tháp, cấp bậc Đại tá.
- Từ tháng 7 năm 2008 đến nay, tỉnh ủy viên, ủy viên ban thường vụ tỉnh ủy, ủy viên ủy ban nhân dân tỉnh, bí thư đảng ủy, Giám đốc công an tỉnh Đồng Tháp, cấp bậc Đại tá. Tháng 12 năm 2011, ông được thăng hàm Thiếu tướng.[5]

## Tặng thưởng
- Huân chương Bảo vệ Tổ quốc  hạng Nhất